# Yuhyun Park
Pour les articles homonymes, voir Park.
Yuhyun Park est une chercheuse et entrepreneuse sociale sud-coréenne. 

## Parcours
Yuhyun Park a suivi des formations en mathématiques et biostatistique,. Elle est docteure de l'université Harvard en biostatistique. Après sa période de recherche doctorale et postdoctorale, elle décide de se tourner vers la stratégie et le conseil, notamment pour le Boston Consulting Group,. En 2007, après avoir été choquée par certains contenus sur Internet, elle décide de s'engager pour éviter l'accessibilité d'informations violentes ou obscènes aux jeunes enfants. Elle développe le site izhero.net, dédié à l'éducation citoyenne numérique par des jeux, des cours et des expériences d'apprentissage en ligne : le site est utilisé par 70 % des écoles primaires ciblées à Singapour.
En 2013, elle est sélectionnée comme entrepreneuse Ashoka pour le programme Infollution Zero, qui vise à bâtir une citoyenneté numérique chez les enfants et à lutter contre la pollution informationnelle (« infollution »). En 2017, elle est toujours présidente de la Fondation Infollution Zero,.
Elle est la fondatrice du DQ Institute, organisée consacrée au développement du « quotient digital », issue de Infollution Zero et fondée avec l'Université de technologie de Nanyang et le Forum économique mondial,. Cette organisation a lancé le site DQ World, une plate-forme en ligne d'éducation aux compétences numériques pour les 8 à 12 ans.
Parallèlement, elle fait de la recherche et travaille à l'Université de technologie de Nanyang.

## Reconnaissance
Yuhyun Park a reçu deux prix de l'UNESCO, dont le prix pour l'utilisation des TIC dans l'éducation en 2011, la récompensant de la création du site iZ Hero.
Elle est nommée « Young Global Leader » par le Forum économique mondial en 2015.
En 2018, elle est interviewée par la BBC World News sur les cyber-risques (surtout parmi la jeunesse).